# Nestorio
Nestorio (gr. Νεστόριο) – miejscowość w Grecji, w administracji zdecentralizowanej Epir-Macedonia Zachodnia, w regionie Macedonia Zachodnia, w jednostce regionalnej Kastoria. Siedziba gminy Nestorio. W 2011 roku liczyła 865 mieszkańców.